# Just Before I Go
Just Before I Go, anteriormente intitulado  Hello I Must Be Going, é um 2014 filme de comédia-dramática dirigido por Courteney Cox a partir de um roteiro escrito por David Flebotte, estrelado por Seann William Scott, Elisha Cuthbert, Olivia Thirlby, Garret Dillahunt, e Kate Walsh.
O filme estreou no Festival de Cinema Tribeca em 24 de abril de 2014, e foi lançado nos cinemas em 24 de Abril de 2015.

## Enredo
Ted Morgan decide cometer suicídio; mas antes que ele vá, ele retorna à sua cidade natal para resolver algumas pontuações. As coisas não saem como planejado.

## Elenco
- Seann William Scott como Ted Morgan
- Elisha Cuthbert como Penny Morgan
- Olivia Thirlby como Greta
- Garret Dillahunt como Lucky Morgan
- Kate Walsh como Kathleen Morgan
- Kyle Gallner como Zeke Morgan
- Rob Riggle como Rawly Stansfield
- Evan Ross como Romeo Semple
- Cleo King como Berta
- Missi Pyle como Officer CT
- Mackenzie Marsh como Vickie
- Connie Stevens como Nancy Morgan
- David Arquette como Vickie's Husband
- Clancy Brown como Ted's Dad

## Produção
A partir de 10 de julho de 2013, as filmagens estavam em curso em Los Angeles.

## Lançamento
A estreia aconteceu no Tribeca Film Festival de 2014.  O filme foi lançado em cinemas selecionados em 24 de abril de 2015 e em Blu-ray no dia 12 de maio de 2015.

## Recepção
Rotten Tomatoes, um agregador de avaliação, relata que 14% dos sete críticos analisados deram ao filme uma revisão positiva; A média foi de 2,5 / 10. Metacritic retornou uma avaliação 30/100 com base em cinco avaliações.
Stephen Holden do The New York vezes escreveu que o filme "dá uma guinada ao longo de uma linha vacilante entre maldade cômica e o sentimentalismo nauseante" sem corretamente integrá-los em um todo coeso. Gary Goldstein, do Los Angeles Times escreveu que "[...]ancorado por um desempenho bem discreto de Seann William Scott, Just Before I Go efetivamente faz malabarismo com uma riqueza genuína, às vezes profunda emoção, com um pouco de humor de atrevido."